# Lamina praechordalis

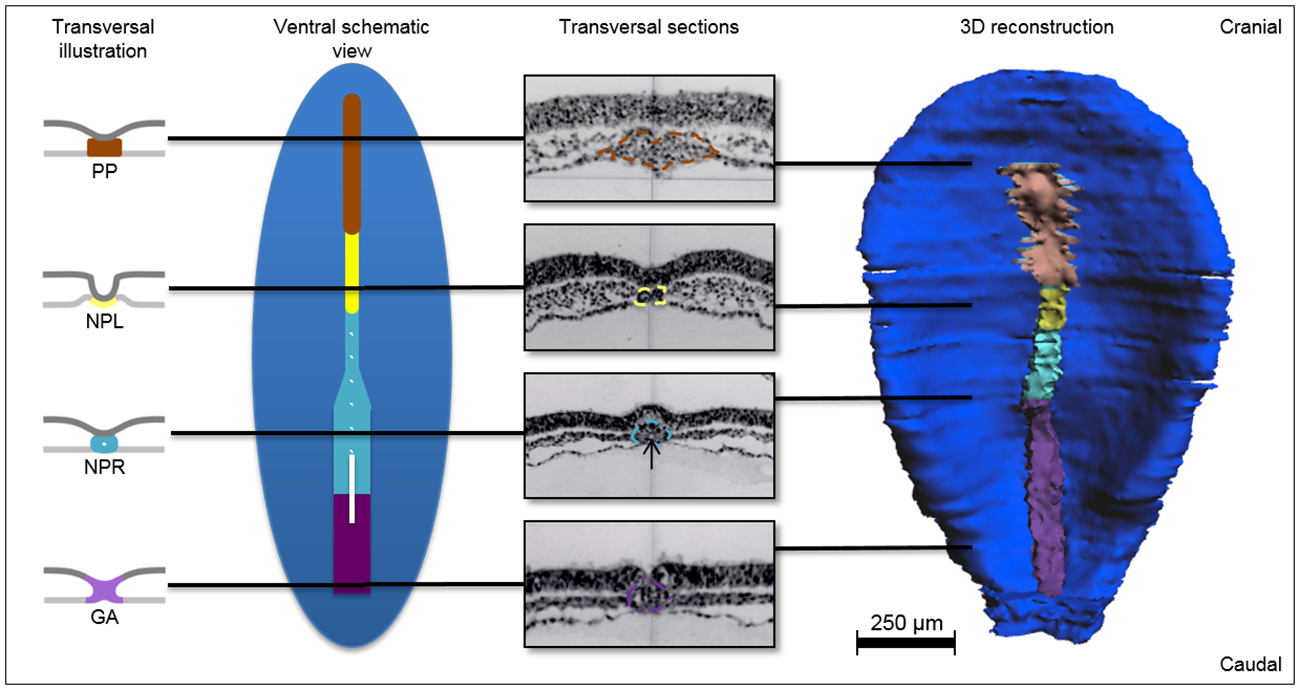
Menselijk embryo. Endoderm: lichtgrijs (in dwarsdoorsneden), epiblast of ectoderm: donkerblauw, donkergrijs (in dwarsdoorsneden), gastrulatiegebied (GA): paars, neurenterisch kanaal: wit, notochordplaat (NPL): geel, notochordvorming (NPR): cyaanblauw, lamina praechordalis (PP): bruin.

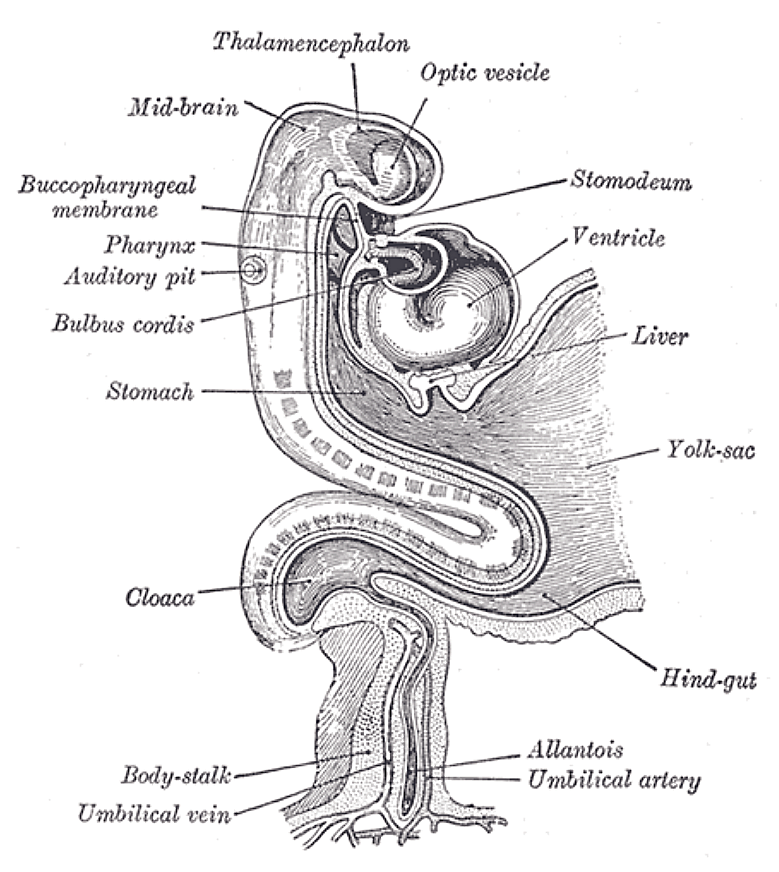
Membrana buccopharyngea, links boven

De lamina praechordalis of prechordale plaat verschijnt in de derde week na de bevruchting bij menselijke embryo's en komt ook voor bij andere gewervelde dierenembryo's. Zij bevindt zich tussen de membrana buccopharyngea en de chorda dorsalis. Zij speelt een belangrijke rol bij de ontwikkeling van de voorhersenen.
De oorsprong van de structuur is onduidelijk. In sommige embryo's wordt zij gevormd door endodermale cellen en in andere door chordamesodermcellen. Daarom wordt de term mesendoderm gebruikt. Het geeft waarschijnlijk aanleiding tot de premandibulaire vorming, het netvlies, de oogspieren, het tentorium cerebelli, en zou gedeeltelijk kunnen bijdragen aan de vorming van het hart.
Voorlopercellen van de lamina praechordalis ondergaan als een kleine groep samenhangende cellen een naar de voorzijde gerichte migratie. Bij klauwkikkers migreren, zodra het mesoderm zich heeft ontwikkeld, de meest voorste dorsale mesodermale cellen richting de dierlijke pool over de bovenkant van het blastocoel met behulp van fibronectine. Bij de zebravis bewegen de eerste geïnternaliseerde axiale hypoblastcellen die bestemd zijn voor de lamina praechordalis als een samenhangende laag cellen over de epiblast naar de dierlijke pool van het embryo.
Defecten in deze structuur zijn in verband gebracht met aangeboren afwijkingen zoals holoprosencefalie, agenesie van het corpus callosum en cyclopie. De oorzaak hiervan houdt verband met problemen in het SHH-gen (Sonic hedgehog).

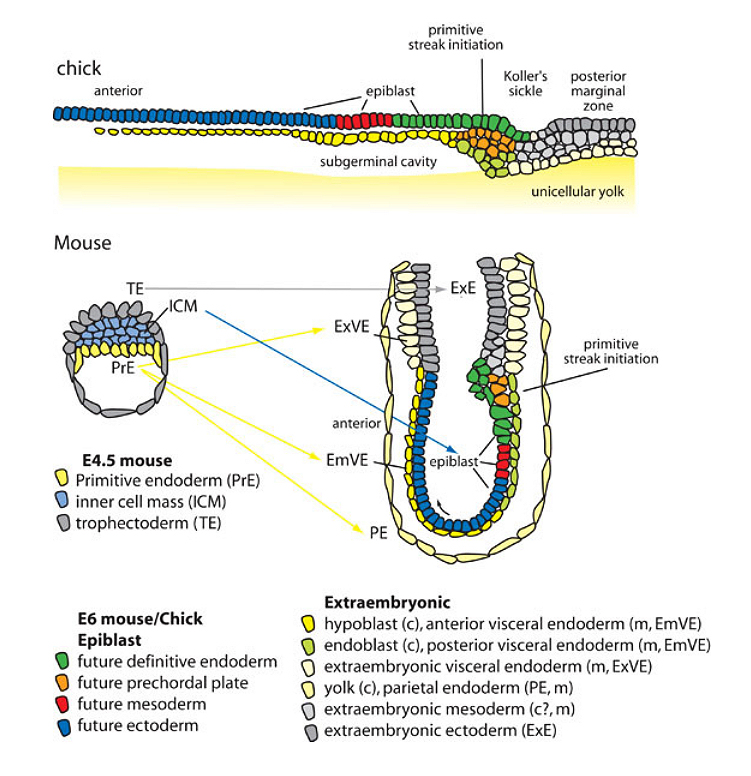